# Archer (televisieserie)
Archer is een Amerikaanse komische animatieserie uit 2010. De serie werd oorspronkelijk uitgezonden op FX Networks en is in Nederland verschenen op Comedy Central. In België werden de eerste zes seizoenen uitgezonden door CAZ van 4 januari 2016 tot en met 28 juni 2018. Tegenwoordig staat de reeks op Netflix.

## Verhaal
Sterling Archer is een geheim agent voor de disfunctionele veiligheidsdienst ISIS, onder leiding van zijn dominante moeder Malory. De collega's kunnen vaak niet door één deur en de missies doen vaak meer slecht dan goed.
In seizoen 5 wordt ISIS vanwege hoogverraad stopgezet door de FBI en gaat het team door als drugskartel met als doel om letterlijk een ton cocaïne te verkopen.
Vanaf seizoen 6 is het team weer bijeen als veiligheidsdienst, maar niet meer onder de naam ISIS om geen associaties op te roepen met de Islamitische Staat in Irak en Syrië.
In seizoen 9 wordt Archer een soort Indiana Jones op een Frans-Caraïbische eiland die het eiland moet beschermen tegen aanvallen van Nazi-Duitsland en is Cyril de schurk.
In seizoen 10 gaat het vijftal verder in de ruimte en is Pam veranderd in een intergalactisch monster en Mallory in een soort levend lichtschijnsel die zo af en toe in haar oude gedaante verschijnt.

## Personages
- Sterling Archer (H. Jon Benjamin), beschouwd als de gevaarlijkste geheim agent ter wereld. Hoewel hij een competente actieheld is brengt hij zich zelf vaak in de problemen met zijn arrogante, kinderachtige en onverstandige gedrag.
- Lana Kane (Aisha Tyler), Archers ex-vriendin en voornaamste partner op missies. Een zeer competente geheim agente, maar vaak de dupe van Archers stommiteiten.
- Malory Archer (Jessica Walter), Archers dominante moeder die de touwtjes bij ISIS in de handen heeft, geeft vaak opdrachten met een betwistbare moraliteit. Tot ergernis van Archer neemt ze constant nieuwe minnaars.
- Cyril Figgis (Chris Parnell), controller van ISIS. Een goede accountant maar een lachertje op de werkvloer die kampt met grote onzekerheden.
- Cheryl Tunt (Judy Greer), Malory's secretaresse die stiekem miljonair is. Bevindt zich op het randje van krankzinnigheid en is een seksueel deviant, met interesse in bdsm en voornamelijk wurgseks.
- Pamela "Pam" Poovery (Amber Nash), humanresourcesmanager van ISIS. Hedonistische roddelaar met overgewicht en een geheim leven in de onderwereld van autoraces en vuistgevechten.
- Dr. Algernop Krieger (Lucky Yates), geniale wetenschapper van ISIS die zijn talenten misbruikt voor levensgevaarlijke genetische projecten of de creatie van zijn virtuele anime-vriendin. Mogelijk een kloon van Adolf Hitler, een van de jongens uit Brazilië.
- Ray Gillette (Adam Reed), openlijk homoseksuele intelligentieanalist van ISIS. Hij is (door toedoen van Archer) meerdere malen invalide geworden waarna hij door Krieger in een cyborg is veranderd.
- Woodhouse (George Coe (2009-2015), Tom Kane (2015-)), Engelse valet van Archer die door zijn meester verwaarloosd en (verbaal) mishandeld wordt.
- Ron Cadillac (Ron Leibman), alias Kazinski, een minnaar en latere tweede echtgenoot van Malory Archer. Hij komt over als een saaie rentenier (hij bezit een hoop autofabriek en cadillacshowrooms), maar heeft een verleden van beruchte autodief en heler in gestolen auto's. Hij maakte deel uit van een jeugdbende waarvan hij de enige was die nooit werd opgepakt.
- Mitsuko Miyazumi (Judy Greer) is de virtuele op anime-gebaseerde vriendin van Krieger. Ze is verkleed als bruid omdat Krieger beloofd had met haar te trouwen, tot hij van gedachten veranderde. Ze praat soms in het Japans.
- Crenshaw, alias Kremenski (Keith Szarabajka), was de eerste vijand in de serie. Hij was een KGB-dubbelagent te wezen die bij ISIS infiltreerde.

## Ontvangst
Archer is positief ontvangen bij zowel recensenten als het publiek. Op IMDb.com heeft de serie als beoordeling een 8,9 en op TV.com een 8,7.